# María de Sarmiento y Castilla

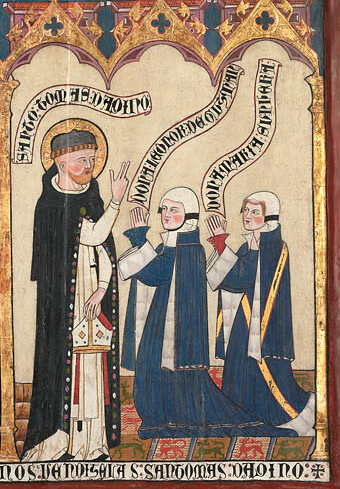
María de Sarmiento (derecha) orando junto a su suegra Leonor de Guzmán en el retablo de San Juan de Quejana (Art Institute of Chicago)

María de Sarmiento y Castilla (c.1385-1438) fue una dama de la nobleza alavesa que ostentó el señorío de Salinillas de Buradón, Morillas y Cuartango. Vivió asiduamente en Vitoria, lugar donde la casa de Ayala, que lideraba su esposo, había establecido residencia.

## Biografía
Era hija de la Infanta Leonor Enriquez de Castilla y de Diego Gómez de Sarmiento (Mariscal de Castilla y Repostero Mayor de Juan I).

Emblema de la Casa Sarmiento (linaje propio de María)

Era, por parte de madre, una pariente próxima a la familia real castellana. Así, en tanto que nieta del Infante Fadrique y bisnieta de Alfonso XI, también era sobrina segunda del rey Juan I y prima segunda de Enrique III.
En 1385, su padre murió en la batalla de Aljubarrota. Éste, en su testamento de 1384, dejaba especificado que, aparte los 110000 maravedís que María debía recibir por parte de su hermano Garci Fernández, le correspondían como herencia todos los vasallos y rentas que poseía en la tierra de Ayala. Este hecho sin duda debió marcar su vida, ya que parece explicar el porqué finalmente se acordaría su matrimonio con Fernán Pérez de Ayala, heredero del señorío de Ayala a la muerte de su padre en 1407.
En 1393, María también sufrió la muerte de su hermano Garci Fernández. Así, una parte del patrimonio que Diego Gómez de Sarmiento había dejado a su heredero, acabó en manos de su hermana. Especialmente cabe destacar el señorío sobre Salinillas de Burandón, lugar con el que María mantendría especial relación a lo largo de su vida; allí poseía una casa-torre de notable envergadura (construida al parecer por su padre)., allí también fundó un hospital y allí firmaron sus respectivos testamentos tanto ella (año 1438) como su esposo (año 1436).    

Emblema de la Casa Ayala (linaje de María por casamiento)

En 1412, María tuvo oportunidad de mostrar su autoridad y capacidad de liderazgo en un momento especialmente crítico para el linaje Ayala; ese año explotaron violentamente las disputas que, por el dominio del valle de Orozco, enfrentaban a la casa de Ayala y a la de Avendaño. El líder de esta última, Martín Ruiz de Avendaño, aprovechando que Fernán Pérez de Ayala se encontraba en la corte castellana, entró por la fuerza de las armas en el citado valle (donde contaba con el apoyo de la familia Anuncibay y otros parientes). Ante ello, María no esperó a tomar la iniciativa y movilizó, tanto a las familias gamboinas aliadas de los Ayala, como a las parentelas de su casa de Sarmiento, reuniendo así tropas provenientes de la casa de Velasco, de la Guevara, de la de Leiva, de la de Salazar y de la de Salcedo, que sin dudar acudieron al llamamiento de la dama. Fueron varias las escaramuzas y muertes las que se produjeron hasta que el Corregidor de Vizcaya puso treguas a los combatientes en nombre del rey.
En 1426, María dio nuevas muestras de su gran prestigio social. En un pleito que enfrentaba al concejo de Vitoria con los labradores de las aldeas de su término, las partes contendientes la eligieron como jueza para dirimir la cantidad que estos últimos debían pagar en concepto de 'pedido nuevo'. Fueron hasta dos sentencias las que María emitió al respecto, una en el citado año de 1426 y otra en 1430
En 1432, de nuevo, la gran reputación de esta dama, aconsejó que, en otro pleito que enfrentó a la villa de Arceniega con el monasterio de Quejana, las partes la escogieran como jueza "arbitradora e amigable conponedora de ygualança e aveneçia". María escuchó a los contendientes y emitió un dictamen que fue aceptado sin discusión.
En 1436, tuvo lugar la muerte de su esposo Fernán Pérez de Ayala. Fue entonces cuando, por testamento, recibió los señoríos de Morillas y Cuartango.

## Mecenazgo
Fue promotora, conjuntamente con su marido, de la construcción y financiación del Hospital de Nuestra Señora el Cabello en Vitoria, germen del actual Hospital de Santiago. Se documenta cómo las obras ya estaban en marcha en el año 1420.
También junto a su esposo, María fundó el hospital de Santa Ana en su villa de Salinillas de Buradón, tal como consta en el testamento que hizo con Fernán en 1436.
Relevantes desde el punto de vista artístico son su sepultura del monasterio de Quejana y el retablo del torreón-capilla de la Virgen del Cabello en la que también sale representada.

## Matrimonio y descendencia
De su matrimonio con Fernán Pérez de Ayala (merino mayor de Guipúzcoa y alférez mayor del pendón de la Orden de la Banda) fueron fruto tres hijas y un hijo.:
- Pedro López de Ayala. Contrajo matrimonio con María de Velasco, hija de Diego de Velasco y de Constanza de Guevara, aunque no tuvieron descendencia.

- María de Ayala y Sarmiento, a quien Luis de Salazar y Castro llama Elvira, fue señora de Ayala y Salvatierra. Contrajo matrimonio con el mariscal de Castilla Pedro García de Herrera, señor de Ampudia e hijo del mariscal Fernán García de Herrera y de Inés de Rojas, y del matrimonio de ambos nacieron trece hijos. Su esposo falleció en 1455 y ambos fueron sepultados en la colegiata de San Miguel de Ampudia, donde se conserva su sepulcro restaurado.

- Constanza de Ayala fue señora de Ameyugo, Tuyo, Valluércanes, Hornillos y Villa de Salinillas, y contrajo matrimonio con el ricohombre Pedro Vélez de Guevara, señor de Oñate, Guevara y del Valle de Léniz, con quien tuvo descendencia.

- Teresa Díaz de Ayala y Sarmiento conforme Esteban de Garibay, que contrajo matrimonio con Sancho López de Galarza, señor de Galarza, con quien tuvo a Martín y a Catalina Galarza Ayala.

## Muerte y sepultura

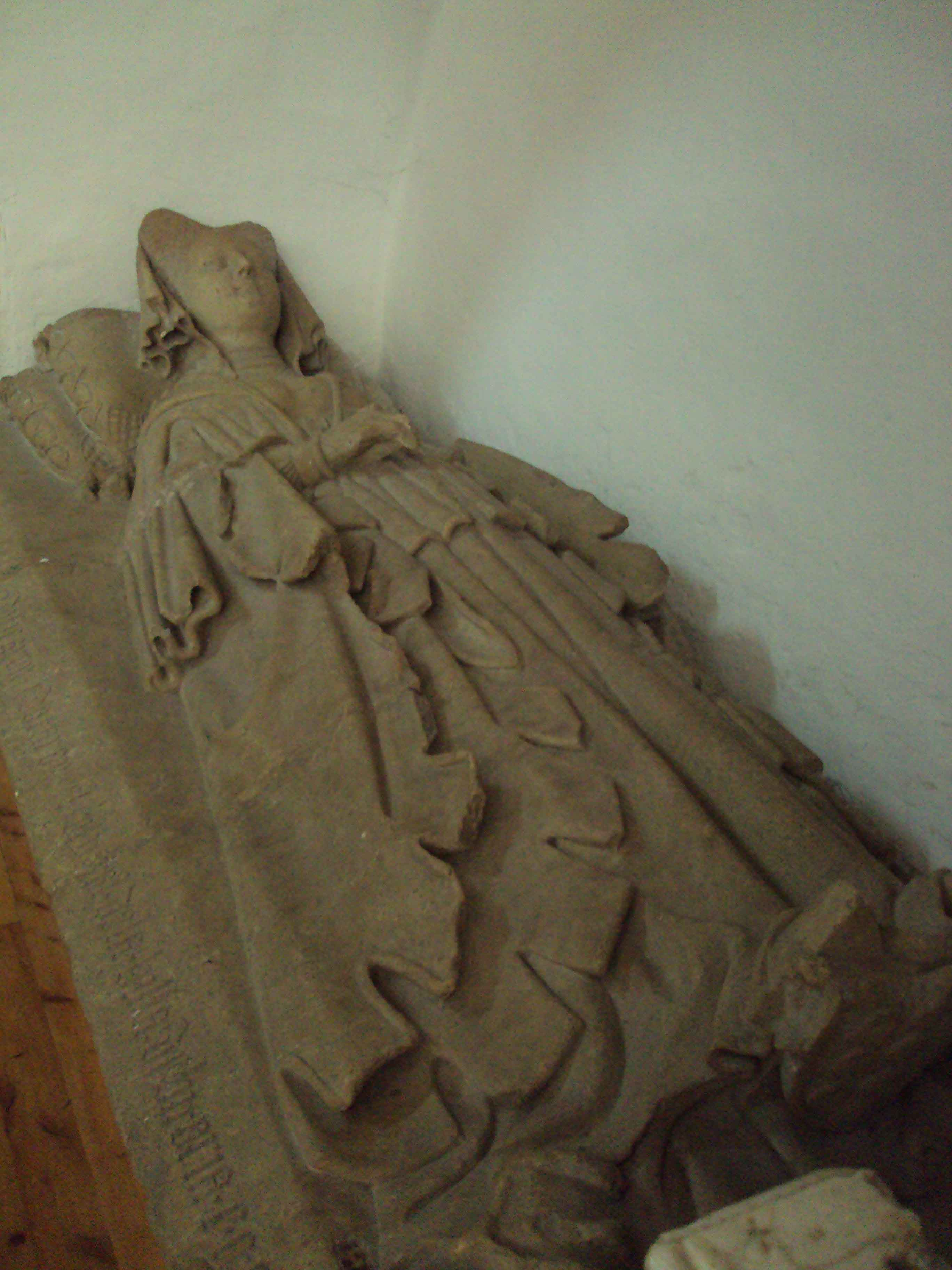
Sepulcro con la efigie de María Sarmiento (monasterio de San Juan de Quejana)

María murió en el año 1438 en Salinillas de Buradón, localidad de la que era señora. Quiso sepultarse junto a su marido (muerto en 1436), en el monasterio de Quejana, donde aún se encuentra el panteón de los Ayala.

La tumba, que reproduce la figura de María, hoy día se conserva, siendo una buena descripción la que el erudito alavés Ricardo Becerro de Bengoa hizo a principios del siglo XX:
"Su cabello, levantado en dos abultadas cocas, está cubierto con sutil redecilla y botones, sobre la cual, desde la mitad de la cabeza, baja una toquilla. Tiene el brial escotado; el vestido con elegante ceñidor; la mantellina o pellote llena de adornos; las manos destrozadas, las mangas bobas de su ropón, así como todo el borde de él, picados con mucho arte. También hay un león a sus pies y también el sarcófago muestra, con los de Ayala, el escudo de Sarmiento, que son trece bezantes de oro, puestos cuatro, cuatro, cuatro, y uno en campo de gules. La inscripción que, incompleta, como la de su marido, se lee sobre la tumba, dice: '...de su madre, los cuales edificaron e dotaron el Hospital de la villa de Vitoria'" .
Además de en su tumba, otra representación de María la encontramos, sin salir del monasterio de Quejana, en el retablo del torreón-capilla de la Virgen del Cabello. Allí aparece pintada, de rodillas y en posición orante junto a su suegra Leonor de Guzmán. (hay que especificar que el citado retablo es copia actual del original que se conserva en el Art Institute of Chicago).

## Reconocimientos
- En 2022, el Ayuntamiento de Vitoria puso su nombre a la plaza de El Corte Inglés: “Plaza María Sarmiento”.[12]